# Alexandre Delettre
Alexandre Delettre (Gonesse, 25 ottobre 1997) è un ciclista su strada francese che corre per il team TotalEnergies; è professionista dal 2021.

## Palmarès
- 2015 (Juniores)

3ª tappa Tour du Valromey (Oyonnax > Plans d'Hotonnes)
- 2024 (St Michel-Mavic-Auber93, una vittoria)

2ª tappa Tour Alsace (Riedisheim > Ferrette)

### Altri successi
- 2021 (Delko)

Classifica scalatori Étoile de Bessèges

## Piazzamenti

### Grandi Giri
- Giro d'Italia

2023: 88º
- Tour de France

2025: 55º

### Classiche monumento
- Milano-Sanremo

2023: 135º
- Parigi-Roubaix

2021: ritirato
2022: 70º